# Touch Down (singolo)
Touch Down è un singolo del rapper britannico Stylo G, pubblicato il 9 dicembre 2018.

## Descrizione
Il singolo, pubblicato in versione remix, ha visto la partecipazione della rapper trinidadiana Nicki Minaj e del cantante giamaicano Vybz Kartel.